# Clinia di Crotone
Clinia di Crotone (in greco antico: Κλεινίας?, Kleinías; Crotone, ... – Crotone, ...; fl. V secolo a.C.) è stato un tiranno greco antico attivo nel primo decennio del V secolo a.C.

## Biografia
Secondo Dionigi d'Alicarnasso, Clinia, tiranno di Crotone, negò la libertà a tutte le città che detennero i fuggiaschi e liberò gli schiavi prigionieri di quei luoghi. Uccise anche diversi illustri crotoniati, altri invece li fece esiliare da Crotone.